# E16 (európai út)
| E 16 |

Az E16 egy kelet-nyugati irányú európai út, amely az észak-írországi Londonderryből indul és a norvégiai Oslóig tart. Norvégiai szakasza 570 km hosszú.
Az E16 a legfontosabb útvonal Norvégia két legnagyobb városa, Oslo és Bergen között, és ez az egyetlen hágó ezen az útvonalon, amelyet ritkán zárnak le hóvihar miatt. A téli időszak kivételével a 7-es út is legalább olyan népszerű, mivel rövidebb az E16-nál.
Norvégia és Svédország kezdeményezésére döntés született az E16 meghosszabbításáról. A jelenlegi útvonalból Hønefossnál kiágazva Gardermoen és Kongsviker érintésével érné el a svéd határt (a mai 35-ös, 2-es és 200-as utakon kijelölve), végpontja pedig Gävle lenne (a svédországi 239-es, E45, 71-es, 70-es, 50-es és 80-as utak nyomvonalán). A táblázásra várhatóan 2012 tavaszán kerül sor.

## Nyomvonala
Londonderry – Belfast – (komp) – Glasgow – Edinburgh – (komp) – Bergen – Fagernes – Oslo

### Kapcsolódó utak
Az alábbi európai utak keresztezik vagy csatlakoznak hozzá:
- E 1 és E 18 Belfastban
- E 5 Glasgownál (közös szakasz)
- E 15 Edinburghban
- E 39 Bergenben
- E 18 Sandvikában

A meghosszabbítás után a következő utakkal is lesz csatlakozása:
- E 6 Gardermoenben
- E 45 Torsby és Malung között (közös szakasz)
- E 4 Gävlében

## Képek

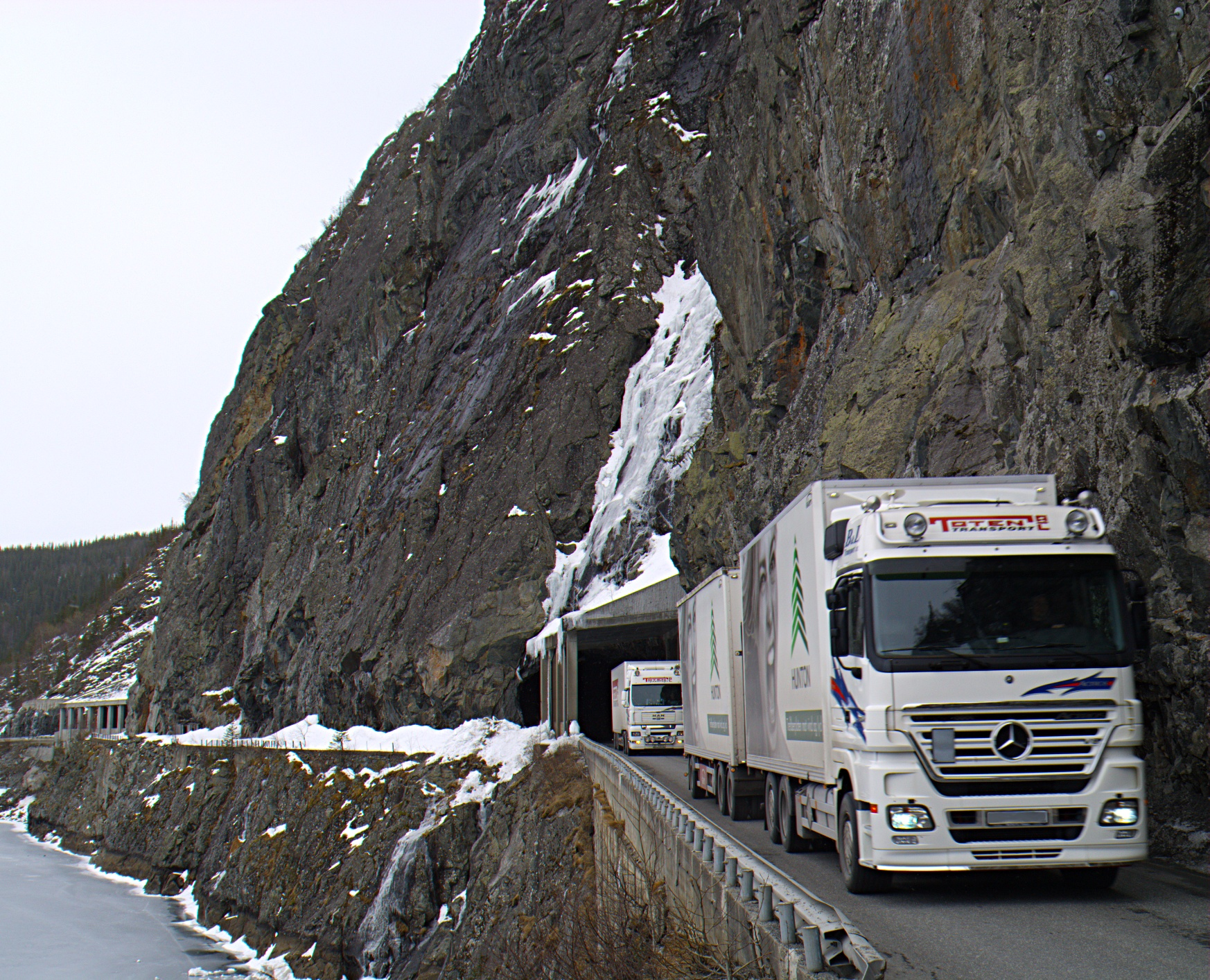
A Kvamskleiv alagút a Vangsmjøse tónál a hegyekben
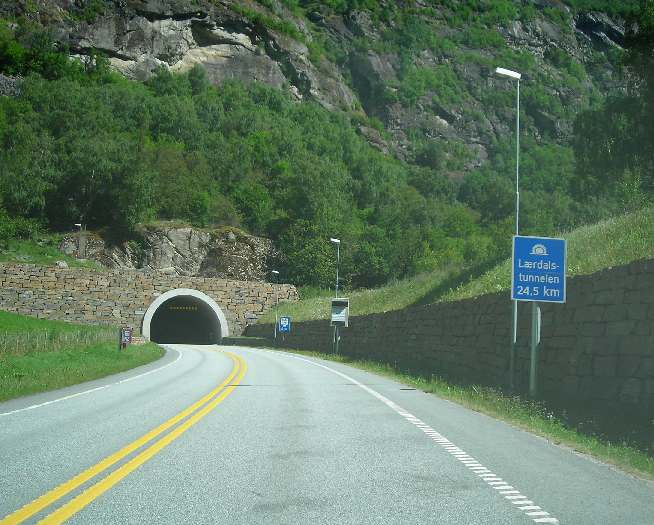
A 24,5 km hosszú Lærdal alagút a világ leghosszabb közúti alagútja
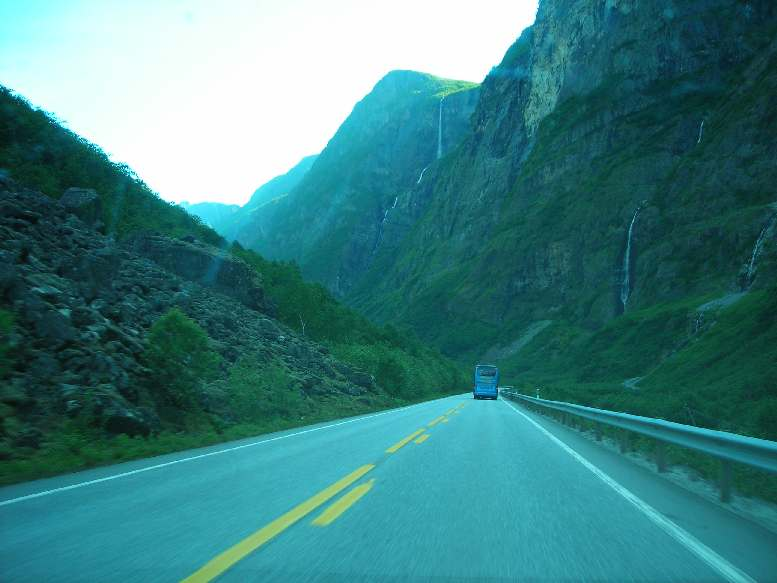
Az E16 Gudvangennél

## Fordítás
- Ez a szócikk részben vagy egészben a European route E16 című angol Wikipédia-szócikk ezen változatának fordításán alapul.  Az eredeti cikk szerkesztőit annak laptörténete sorolja fel. Ez a jelzés csupán a megfogalmazás eredetét és a szerzői jogokat jelzi, nem szolgál a cikkben szereplő információk forrásmegjelöléseként.